# Yo te diré
«Yo te diré» es una canción española de 1945, con letra de Enrique Llovet y música de Jorge Halpern, compuesta para la película «Los últimos de Filipinas» de Antonio Román. La película tuvo un éxito notable, contribuyendo a popularizar la canción.
En la película, Nani Fernández interpretaba la canción en playback, ya que la voz era de María Teresa Valcárcel, una cantante bastante popular de la época.

## Versiones
- María Teresa Valcárcel (1945)
- Antonio Machín (1947)
- Karina (1965)
- Argentina Coral (1969)
- Alberto Pérez (1984)
- Marina Rossell (2003)
- Clara Montes (2008)
- Anabel Izquierdo y Mike Kaluma (versión hispano-filipina) (2020)

## Contexto
En la escena se muestra una táctica de los sitiadores para lograr la rendición en la iglesia de Baler. La cantante es una mujer filipina conocida por los sitiados y la canción invita a la nostalgia de los seres queridos y de la tierra, de tal modo que haga mella en la moral de los defensores para conseguir su rendición.